# Record of Lodoss War: Lady von Pharis
Record of Lodoss War: Lady von Pharis (jap. ファリスの聖女, Farisu no Seijo, dt. „die heilige Frau von Faris“) ist ein Manga in 2 Bänden von 2001, der zur von Ryō Mizuno erdachten Fantasy-Saga Record of Lodoss War gehört.
Der jüngste Spross von Record of Lodoss War (veröffentlicht 2001 in Japan, 2005 in Deutschland) erzählt keine neue Geschichte, die sich an Legend of Crystania anschließt, sondern beschreibt mit dem Heldenkriegen jene Historie, auf die sich sowohl Die Graue Hexe als auch Die Chroniken von Flaim stützen:
Der geistige Vater von Lodoss War, Ryo Mizuno, beschreibt zusammen mit dem Zeichner Akihiro Yamada das Zusammentreffen der ersten großen Helden von Lodoss: Durch Menschenhand freigesetzte Monsterhorden stürzen die Insel Lodoss in ein Chaos, dem sich die späteren Erzfeinde, der Heilige Ritter Fawn und der Söldner Beld, sowie die Farispriesterin Flaus und der Zauberer und spätere Seher Wort entgegenstellen. Auch Karlla, die Graue Hexe, tritt zum ersten Mal in Erscheinung.